# Apogonia bomuana
Apogonia bomuana är en skalbaggsart som beskrevs av Brenske 1899. Apogonia bomuana ingår i släktet Apogonia och familjen Melolonthidae. Inga underarter finns listade i Catalogue of Life.